# Sant Jaume dels Verders
Sant Jaume dels Verders és una ermita de Vilanant (Alt Empordà) inclosa a l'Inventari del Patrimoni Arquitectònic de Catalunya.

## Descripció
L'ermita de Sant Jaume dels Verders o Solers es troba a uns dos quilòmetres de Vilanant, entre el castell dels Moros i el Mas Rodeja. És una construcció del segle xviii que conserva algunes restes de l'església anterior, romànica del segle xii. La capella actual és d'una nau. La capçalera a l'exterior és carrada i no forma cantonades amb els murs de la nau. Al frontis hi ha la porta rectangular amb la llinda amb una creu incisa i la inscripció: 1729 ISIDRO RODEJA. Sobre la façana es dreça el campanar de cadireta d'un sol arc.

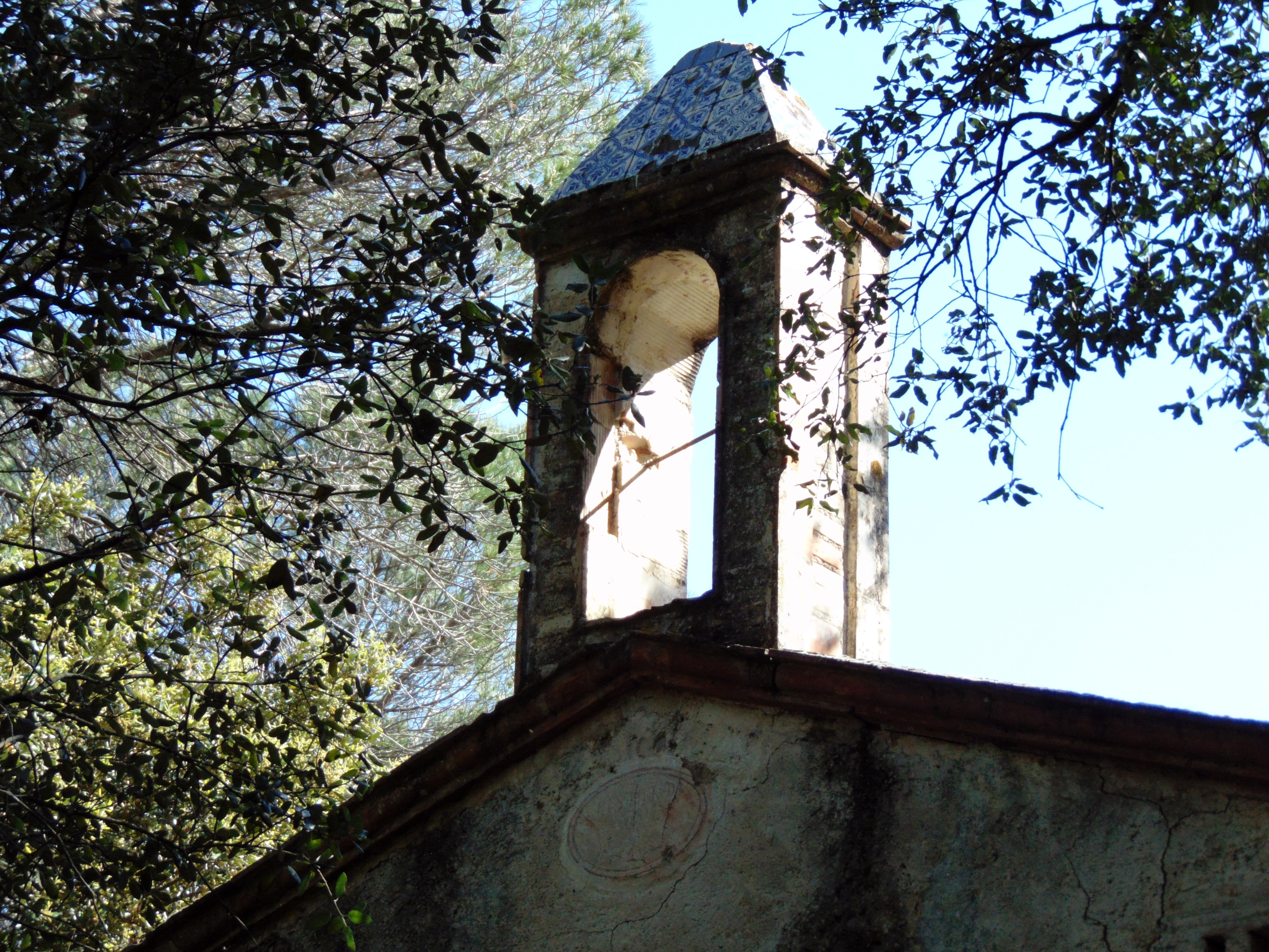
Espadanya

El mur meridional presenta vestigis de més antiguitat. El seu aparell, des de l'angle amb el frontis fins a la meitat de la seva llargada, correspon a la reconstrucció del segle xviii. La resta, fins a l'angle de la capçalera, en una altura de poc menys de tres metres pertany a l'església romànica. D'aquesta església només roman dempeus l'esmentat fragment constructiu, que quedà integrat en la capella posterior. A la part alta d'aquest mur s'hi observa l'inici de la curvatura d'una volta.

## Història
El 1326 un clergue anomenat Berenguer de Riquenç fou acceptat pel bisbe per ocupar la dignitat d'obtentor del benefici que hi havia instituït en aquesta església.